# SS Murata
SS Murata (Società Sportiva Murata R.S.M.) je sanmarinský fotbalový klub z města San Marino založený v roce 1966.

## Logo
V logu klubu připomínajícím erb je červený dravý pták stojící na fotbalovém míči. Nalevo po straně je nápis Società Sportiva a napravo Murata R.S.M.

## Úspěchy
- Campionato Sammarinese di Calcio (sanmarinská fotbalová liga)
  - 3× vítěz (2005/06, 2006/07, 2007/08)[1]
- Coppa Titano (sanmarinský fotbalový pohár)
  - 3× vítěz (1997, 2007, 2008)[2]
- Trofeo Federale (sanmarinský Superpohár do roku 2011)
  - 3× vítěz (2006, 2008, 2009)[2]

## Známí hráči
- Aldair[3]